# Церква Святої Параскеви П'ятниці (Великі Бірки)
Церква Святої Великомучениці Параскеви П'ятниці — чинна мурована парафіяльна церква у с.Великі Бірки на Тернопільщині. Парафія належить до Великобірківського деканату (протопресвітеріату), Тернопільсько-Зборівської архиєпархії УГКЦ.

## Історія

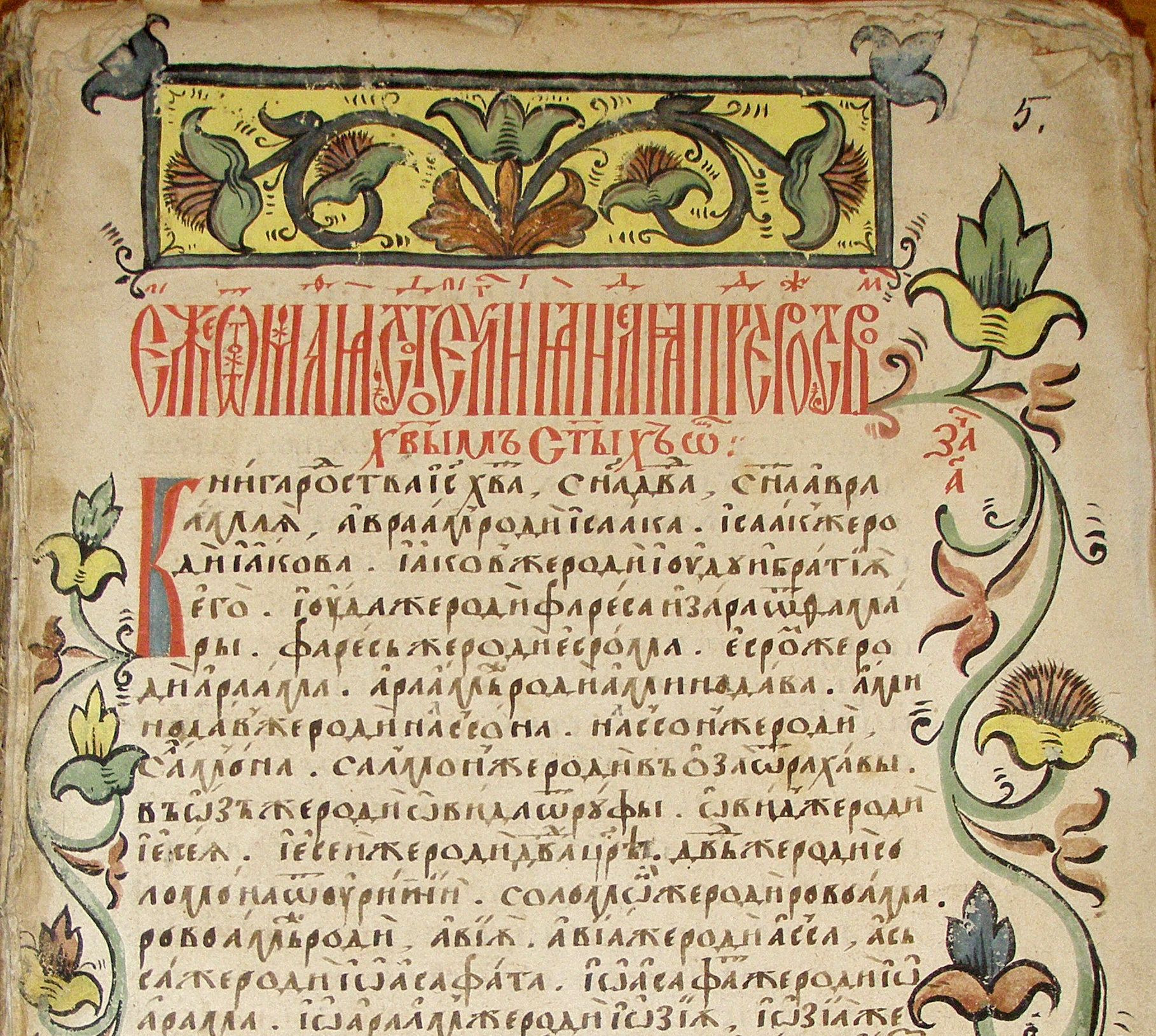
Фрагмент аркуша напрестольного Євангелія 1603 р.

За історичними джерелами одна з перших будівель церкви великомучениці Параскеви П'ятниці у Великих Бірках зведена ще в середині XVI ст.. Ймовірно, це була споруда з дерева.
Пізніше в XVII—XVIII ст. архітектурний стиль та будівельний матеріал постійно змінювалися. Це відбувалося насамперед тому, що за часів татарських і турецьких набігів церковна будівля не раз руйнувалася, і навіть вщент знищувалася.
Всупереч усім лихоліттям, церква знову й знову поставала з руїн. Відбудовували її завжди на одному і тому ж місці.
У кінці XIX ст. громада села вирішила спорудити нову кам'яну будівлю церкви. Побудували її працею і коштом парафіян та на пожертвування графині Марії Мітровської. Основні будівельні роботи завершили в 1901 році. Освятили новозбудовану церкву в 1902 році.
Після Льві́вського псевдо собору 1946 року,  до липня 1991 р., належала до Російської православної церкви. 28 червня 1991 року Патріарх (Верховний архієпископ) Української Греко-Католицької Церкви Мирослав Іван Кардинал Любачівський затвердив, а 24 липня 1991 року голова виконкому Тернопільської обласної ради Василь Олійник зареєстрував за №180 «Статут парафії Української Греко-Католицької Церкви смт Великі Бірки Тернопільського району, Тернопільської області».

## Реліквії

### Рукописне напрестольне Євангеліє
У 1895 році о. Петро Білинський, описуючи давню історію Великих Бірок, згадує і про історію церкви. Зокрема, автор розповідає, що в церкві Великих Бірок знаходилось напристольне Євангеліє з дарчим написом, датованим груднем 1603 року, з примітками на берегах про те, що це Євангеліє куплене для містечка Подбор'є. Сам о. Петро Білинський робить із цього незаперечний висновок, що нинішня будова церкви «сягає як слідно з будови XVI ст.». У квітні 1883 року, будучи в той час парохом церкви великомучениці Параскеви П'ятниці у Великих Бірках, він надсилає це Євангеліє, яке вже не використовувалось під час Богослужінь, разом із супровідним листом, бібліотекарю митрополичого архіву Львівської консисторії о. Антонію Петрушевичу. Напевно саме завдяки цій обставині Євангеліє збереглося до наших днів і зараз знаходиться у відділі рукописів Львівської національної наукової бібліотеки України імені Василя Стефаника.

## Сучасність
З 2 червня 2009 року в церкві ведеться «Золота книга тверезості»

## Парафіяни
Про кількість парафіян у Великих Бірках щодо інших конфесій — католиків і євреїв подано дані за церковними шематизмами:
- 1906 р. — 1271 греко-католик;
- 1910 р. — 1270 греко-католиків, 1050 католиків, 76 євреїв[6];
- 1927 р. — 1190 греко-католиків;
- 1928 р. — 1228 греко-католиків;
- 1932 р. — 1285 греко-католиків;
- 1936 р. — 1302 греко-католики, 1003 католики, 19 євреїв[7].

## Священики
- 1902—1903 рр. — парох о. Пилип Свергун[8];
- 1903—1924 рр. — парох о. Іван Гургаль (1849—1929);
- 1924—1946 рр. — парох о, Йосиф Кравчук (1879—1946);
- 1946—1949 рр. — протоієрей о. Володимир Рудик (нар. 1911);
- 1949—1976 рр. — протоієрей о. Михайло Рокіцький (1901—1981);
- 1976—1992 рр. — протоієрей о. Василь Іванюк (1932—1992);
- 1992—2017 рр. — парох о. Василь Михайлишин (1950—2017);
- від березня 2017 рр. — парох, адміністратор парафії о. Іван Яцик.

## Архітектура

### Загальний вигляд
Споруда церкви мурована з тонкозернистого пісковику, видобутого з місцевого кам'яного кар'єру, що знаходився на лівому березі р. Гніздечної (закритий наприкінці 1940-х рр.). В основі споруди — хрещатий рівнораменний план з намерами на кутах рамен, завершеними пірамідальними дахами з декоративною маківкою на центральному куполі. Окремими об'ємами примикають по осі бабинець та вівтар, які мають окреме склепінчасте завершення. Вікна бічних рамен складаються з аркових вікон, що є по всьому периметру фасаду декоративними півциркулярними арками. Цей прийом має яскраво виражений пізньо- венеціанський архітектурний стиль.

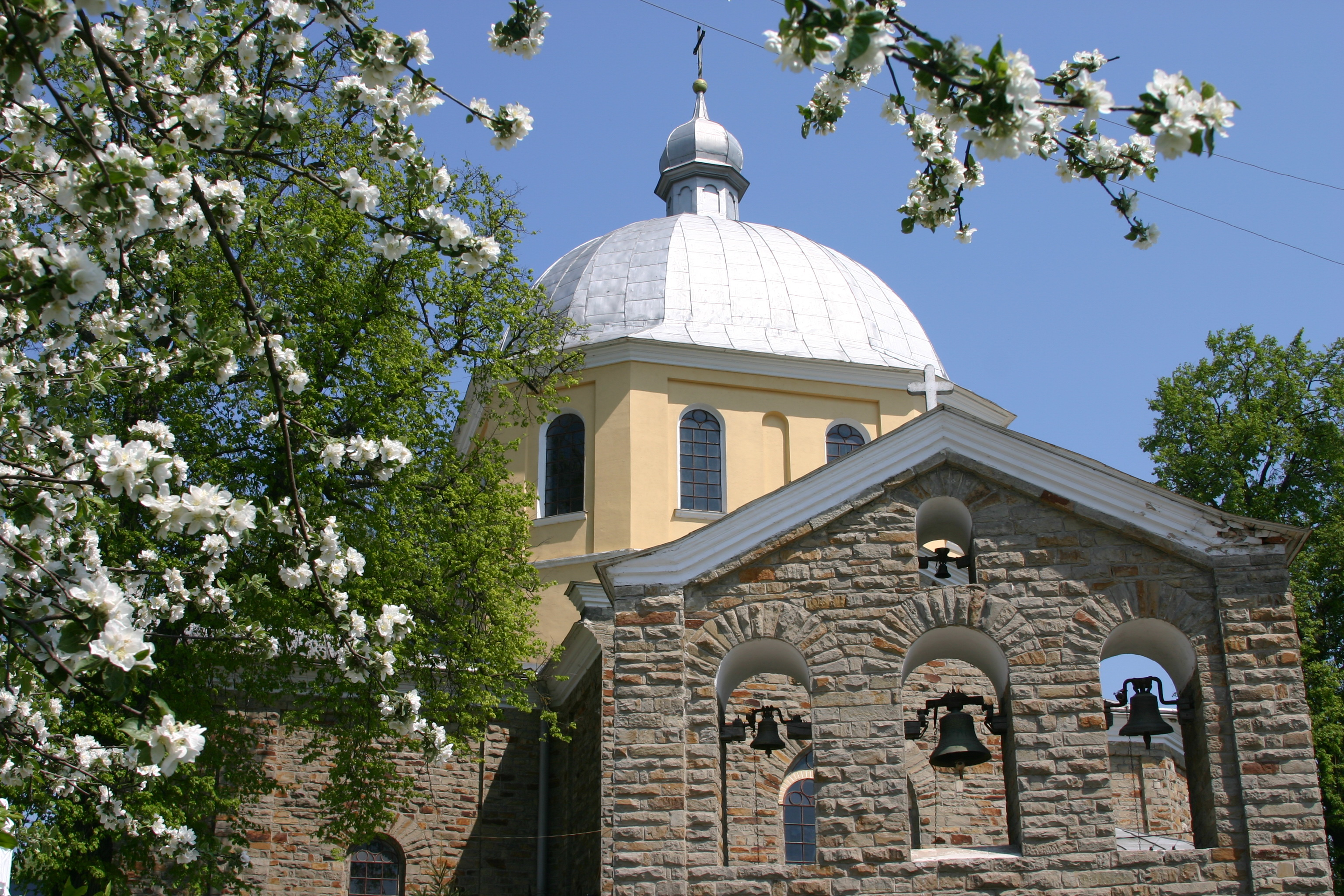
Церковна дзвіниця
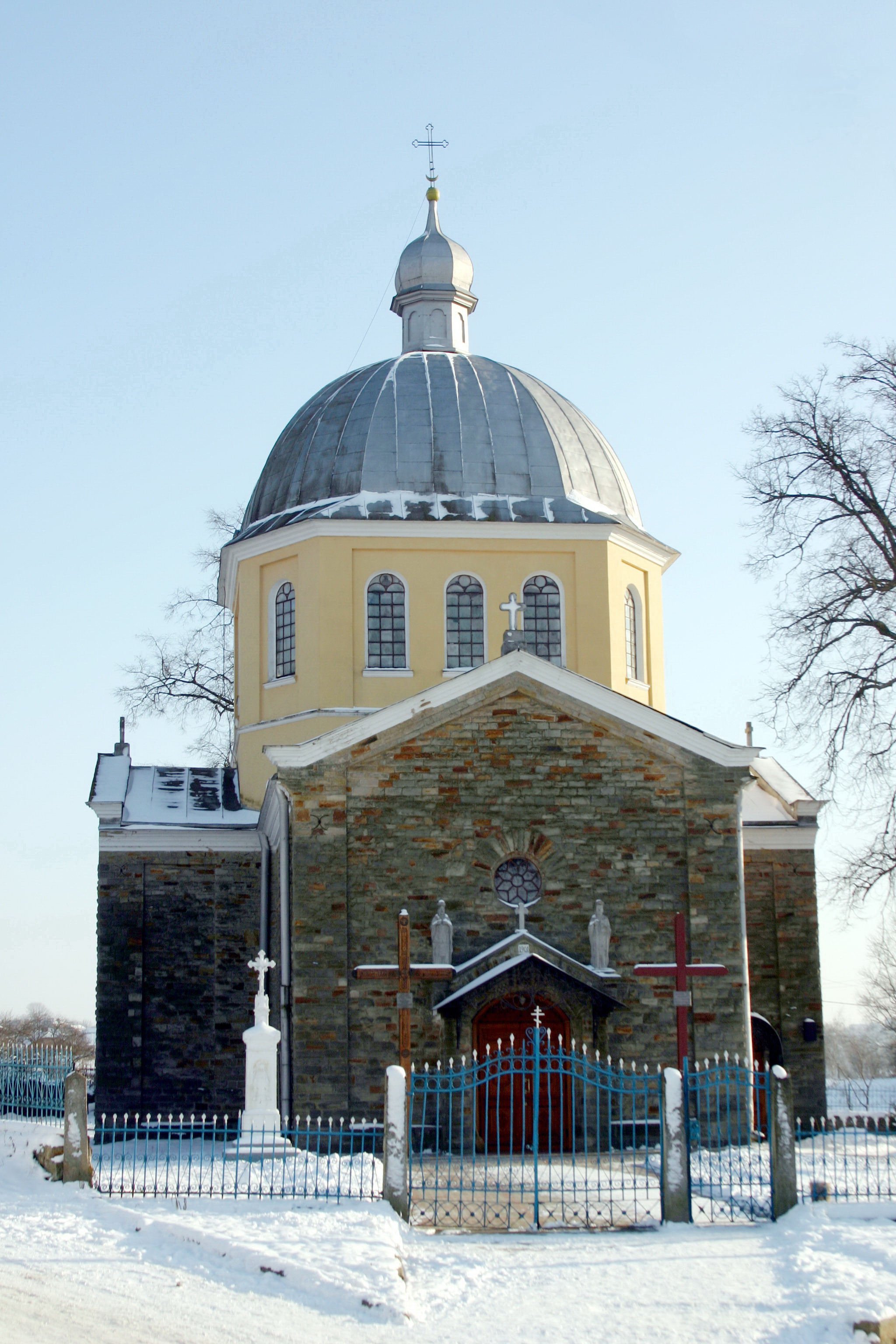
Вигляд церкви з фасаду
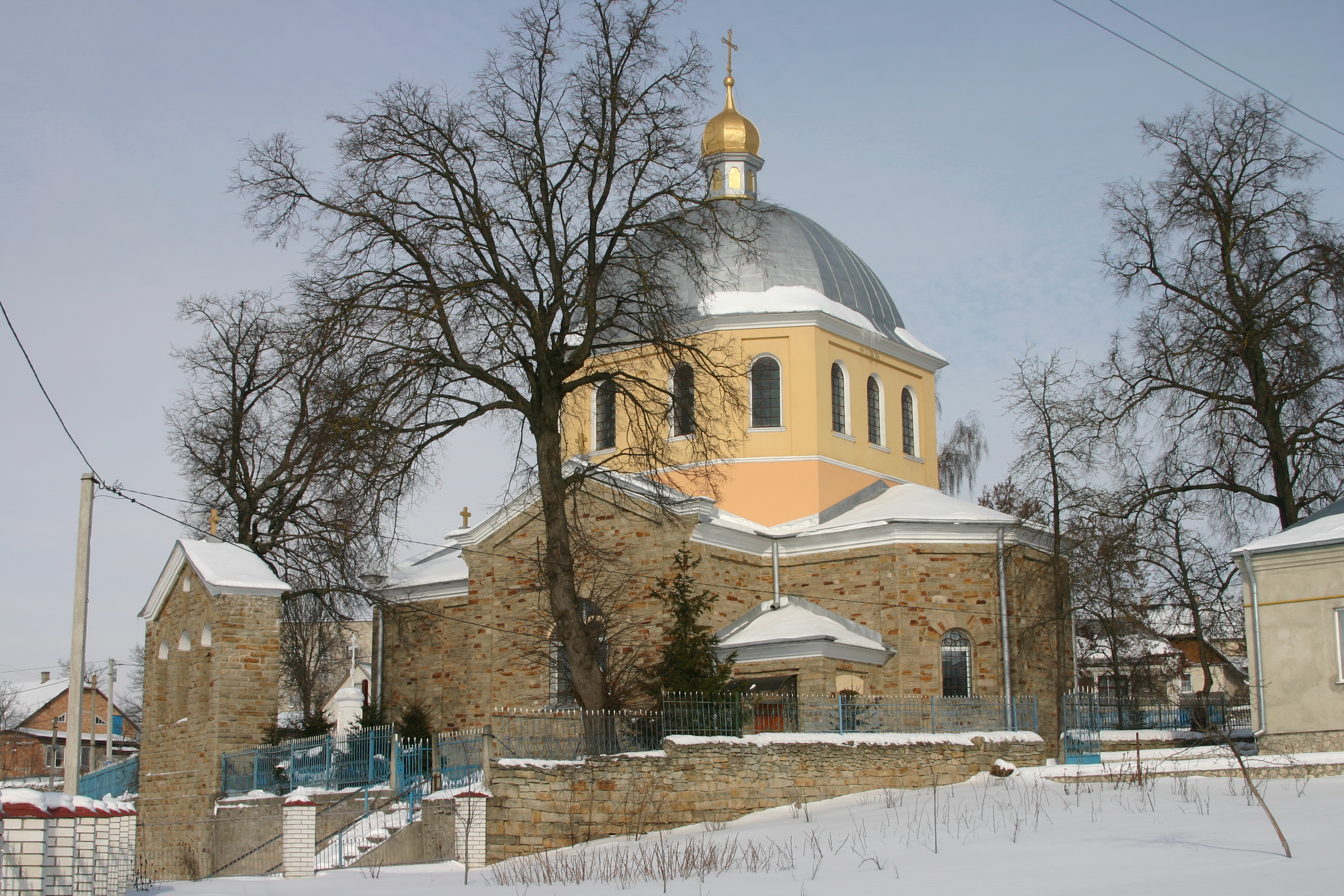
Вигляд церкви півдня

### Дзвіниця
На подвір'ї, з правого (південно-західного) боку церкви розташована дзвіниця, збудована в 1903 році. Один із найбільших дзвонів відлитий з бронзи 1922 року в Самборі, що на Львівщині, під генеральним заступництвом Карла Швабе. Ще один із дзвонів відлитий у місті Валдай Новгородської області Росії на заводі купця Василя Васильовича Усачова.

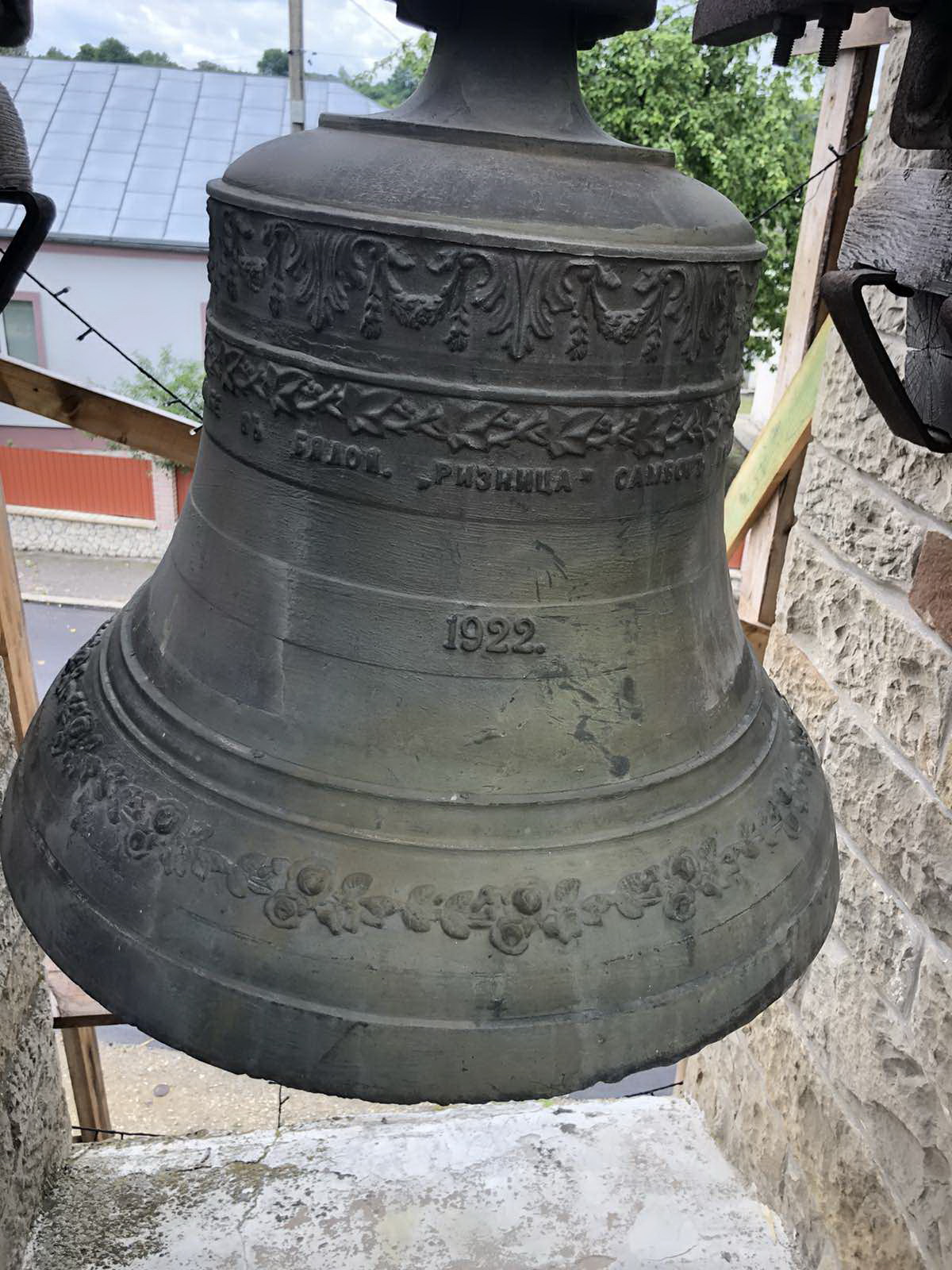
Бронзовий дзвін відлитий 1922 року в Самборі

Під час німецької окупації та в радянські часи розгулу атеїзму дзвони переховували в потаємних місцях, а наприкінці 1980-х років їх знову встановили на дзвіниці.

### Іконостас

Образ святої Параскеви П'ятниці

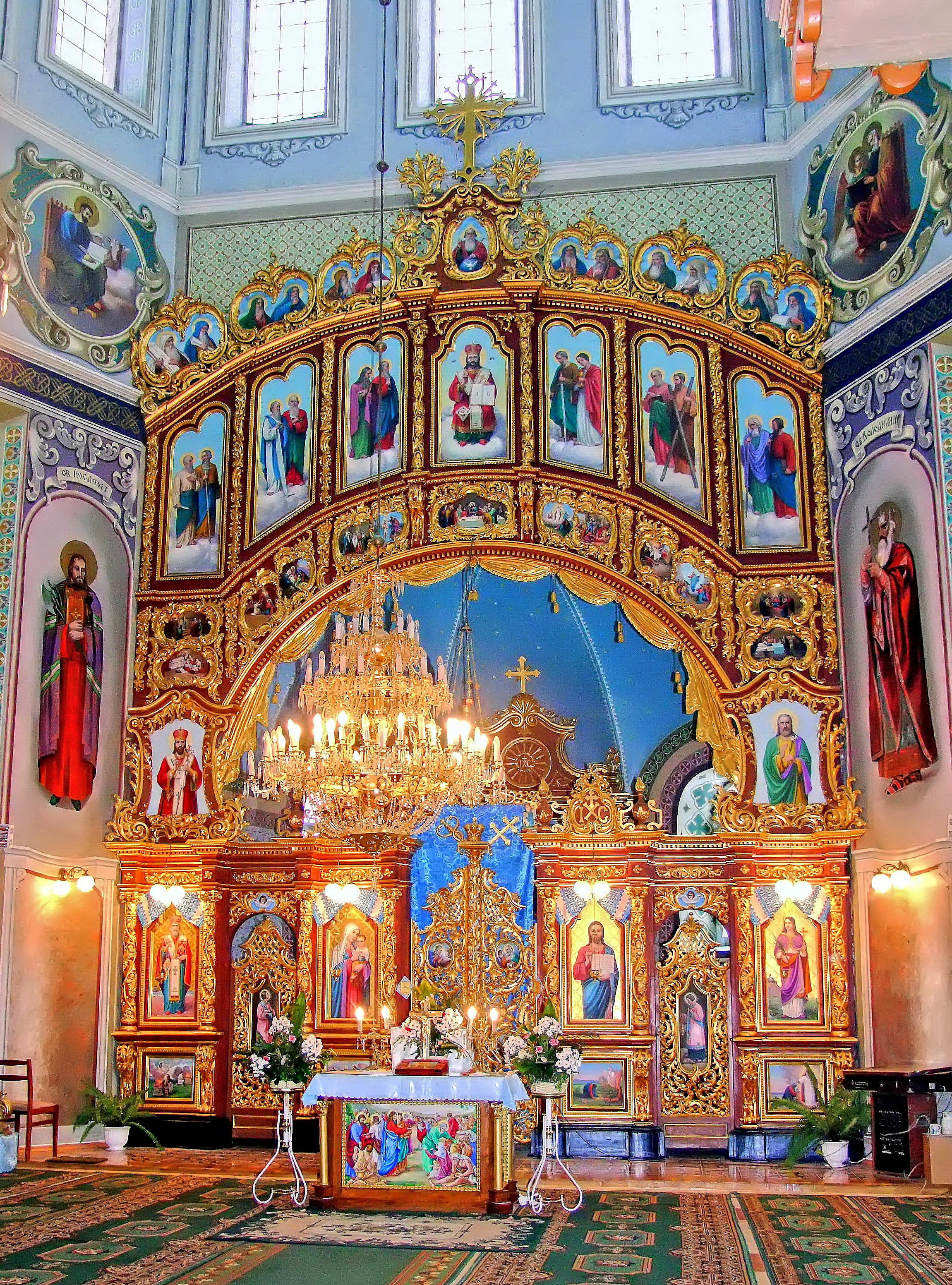
Іконостас

Найбільшою окрасою церкви є різьблений з дерева позолочений іконостас, виготовлений у Відні (Австрія), і встановлений на пожертвування парафіян Великих Бірок у 1907 році. На замовлення громади села іконостас розписав у 1909 р. визначний майстер українського живопису початку ХХ ст. Антін Манастирський. Згодом, у 1927 році, його позолочено.
За своєю формою іконостас складається з п'яти ярусів і найдосконаліше зображує історію спасіння і діалогу людини з Богом. Перший ярус згори — образи старозавітних патріархів, другий — Ісус Христос і дванадцять апостолів, третій — найважливіші Богородичні і Христові свята, четвертий — праворуч образ Ісуса Христа і святої Параскеви, ліворуч — образ Матері Божої і святого Миколая, п'ятий — найважливіші події Старого Заповіту.

## Інтернет-джерела

Храми св вмч Параскевії П'ятниці та св ап Петра і Павла у Великих Бірках у соцмережі «Facebook»
Зворотна обкладинка книжки «Церква св. Параскеви П'ятниці у Великих Бірках»